# 十月六日省
十月六日省（阿拉伯语：محافظة السادس من اكتوبر）原是埃及的一个省，位于埃及北部，尼罗河以西。该省以前为吉萨省的一部分，2008年4月17日析置。首府十月六日城。该省人口约250萬人。2011年“十月六号省”再次划归吉萨省。